# Kingmax
Kingmax — тайванська компанія, яка спеціалізується на дослідженнях, розробках і виробництві малогабаритних накопичувачів інформації.
Kingmax відстежує процес виробництва від початку до кінця, починаючи з кремнієвих пластин (заготовок для інтегральних мікросхем), випробувань і комплектації, закінчуючи виробництвом та дослідженнями, розробкою, дизайном, виконанням і випробуваннями продукції. Слідуючи цій політиці, Kingmax справив конкурентоспроможний на ринку продукт — Tiny BGA-модуль пам'яті. Продукція Kingmax включає модулі пам'яті (спеціалізовані модулі для настільних комп'ютерів, ноутбуків, комп'ютерних робочих станцій, серверів і т. д.), а також малогабаритні цифрові пристрої (SDC, міні-SD, MMC, RS-MMC, CF, SMC і USB-накопичувачі).